# 9618 Johncleese
9618 Johncleese este un asteroid din centura principală de asteroizi.

## Descriere
9618 Johncleese este un asteroid din centura principală de asteroizi. A fost descoperit pe 17 martie 1993 la Observatorul La Silla în cadrul programului UESAC. Asteroidul prezintă o orbită caracterizată de o semiaxă mare de 2,37 ua, o excentricitate de 0,14 și o înclinație de 8,0° în raport cu ecliptica.